# Downtown Jacksonville

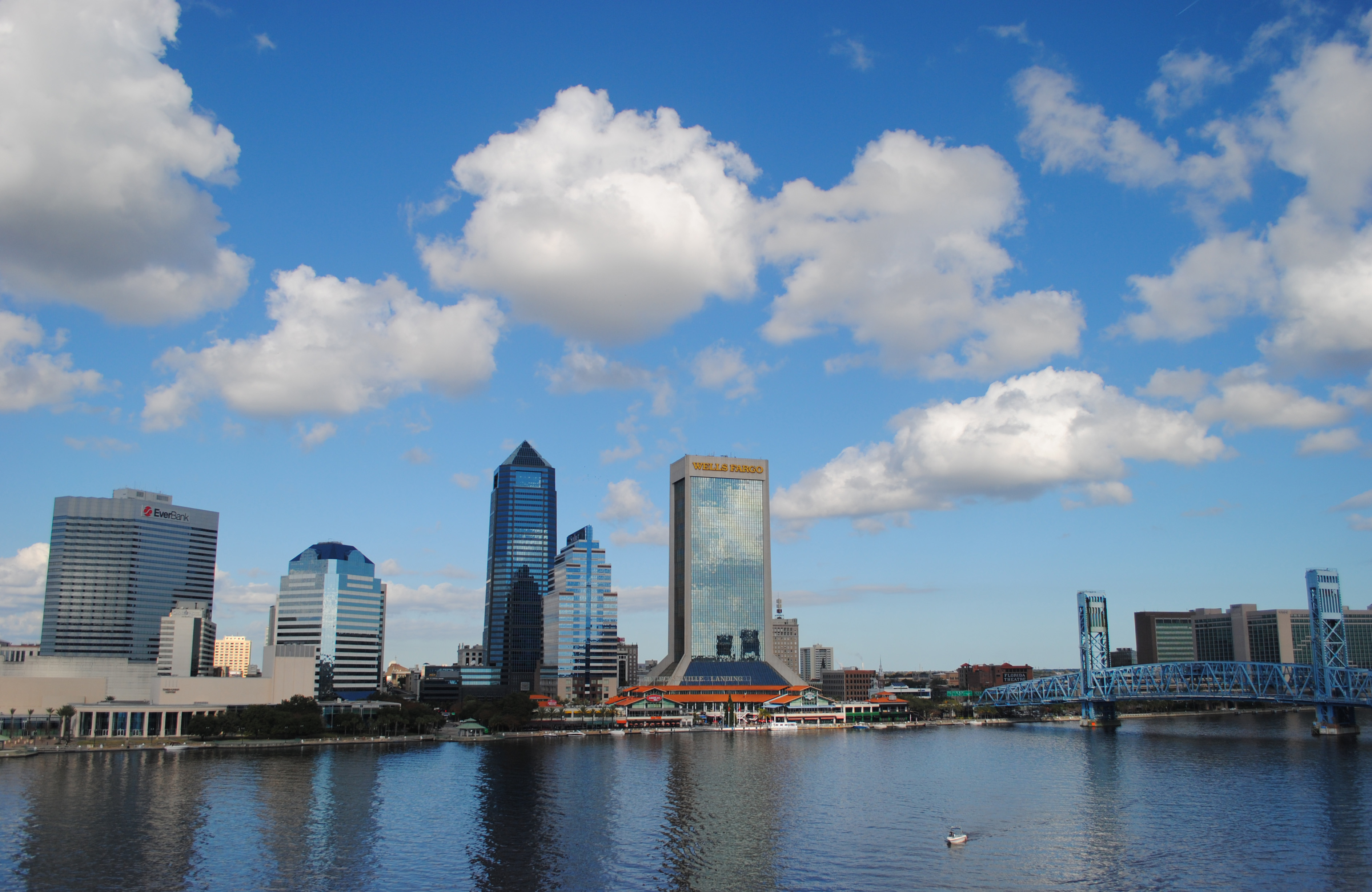

Il Downtown Jacksonville, in italiano Centro di Jacksonville, è il distretto affaristico principale di Jacksonville (Florida). Situato interamente nell'ex municipalità di Old Jacksonville, è delimitato a nord dalla State Street, dall'Interstate 95 a sud e ovest, e dal fiume Saint Johns a est. L'area contiene la più grande concentrazione di grattacieli della città oltre al governo municipale.

## Edifici
- EverBank Field
- Jacksonville Veterans Memorial Arena
- Ambassador Hotel
- Bank of America Tower
- CSX Transportation
- Museum of Contemporary Art Jacksonville